# Warren Creavalle
Warren Creavalle (Acworth, Georgia, Estados Unidos; 14 de agosto de 1990) es un exfutbolista guyanés-estadounidense. Jugaba de centrocampista defensivo. Fue internacional con la selección de Guyana entre 2016 y 2019.

## Trayectoria

### Inicios
Creavalle jugó al soccer universitario para los Furman Paladins entre 2008 y 2009, y luego para los UCF Knights entre 2010 y 2011. Disputó un total de 73 encuentros y anotó 8 goles como universitario.
En 2010 jugó para el Carolina Dynamo de la USL PDL.

### Profesional
Fue seleccionado por el Houston Dynamo en la segunda ronda del SuperDraft de la MLS 2012. Luego de un mes a prueba en el club fichó por el Dynamo. Debutó el 29 de mayo en la derrota por 1-0 contra el San Antonio Scorpions en la US Open Cup.
El 23 de julio de 2014 fue intercambiado al Toronto FC por DeMarcus Beasley.
El 7 de agosto de 2015, Creavalle fue intercambiado al Philadelphia Union a cambio de la selección de la segunda ronda del SuperDraft de la MLS 2016. Debutó en el empate 0-0 contra el Orlando City SC.

## Selección nacional
Creavalle jugó para la selección sub-20 de Estados Unidos en 2008, durante una gira por España.
El 10 de octubre de 2016 recibió su primera llamada a la selección de Guyana. Debutó en la derrota por 3-2 contra Surinam en la clasificación a la Copa del Caribe de 2017. Fue citado para la Copa de Oro 2019, sin embargo, una lesión durante un entrenamiento lo dejó fuera del certamen.

## Estadísticas
Actualizado al último partido disputado el 1 de marzo de 2020.
| Houston Dynamo Estados Unidos                                                                                           |               |               |     |   |    |   |   |   |   |    |     |   |
| 1.ª | 2012          | 12            | 0   | 1 | 0  | 3 | 0 | - | - | 16 | 0   |   |
| 1.ª | 2013          | 32            | 3   | 2 | 0  | 6 | 0 | - | - | 40 | 3   |   |
| 1.ª | 2014          | 16            | 0   | 2 | 0  | 0 | 0 | - | - | 18 | 0   |   |
| Total club | Total club    | 60            | 3   | 5 | 0  | 9 | 0 | 0 | 0 | 74 | 3   |   |
| Houston Dynamo Reserva Estados Unidos                                                                                   |               |               |     |   |    |   |   |   |   |    |     |   |
| 3.ª | 2013          | 5             | 2   | - | -  | - | - | - | - | 5  | 2   |   |
| Total club | Total club    | 5             | 2   | 0 | 0  | 0 | 0 | 0 | 0 | 5  | 2   |   |
| Toronto FC · Canadá |               |               |     |   |    |   |   |   |   |    |     |   |
| 1.ª | 2014          | 10            | 1   | - | -  | - | - | - | - | 10 | 1   |   |
| 1.ª | 2015          | 14            | 1   | 2 | 0  | - | - | - | - | 16 | 1   |   |
| Total club | Total club    | 24            | 2   | 2 | 0  | 0 | 0 | 0 | 0 | 26 | 2   | . |
| Philadelphia Union Estados Unidos                                                                                       |               |               |     |   |    |   |   |   |   |    |     |   |
| 1.ª | 2015          | 5             | 0   | 0 | 0  | - | - | - | - | 5  | 0   |   |
| 1.ª | 2016          | 28            | 0   | 3 | 0  | - | - | - | - | 31 | 0   |   |
| 1.ª | 2017          | 13            | 0   | - | -  | - | - | - | - | 13 | 0   |   |
| 1.ª | 2018          | 18            | 0   | 2 | 0  | - | - | - | - | 20 | 0   |   |
| 1.ª | 2019          | 14            | 0   | - | -  | - | - | - | - | 14 | 0   |   |
| 1.ª | 2020          | 1             | 0   | 0 | 0  | - | - | - | - | 1  | 0   |   |
| Total club | Total club    | 79            | 0   | 5 | 0  | 0 | 0 | 0 | 0 | 84 | 0   |   |
| Total carrera | Total carrera | Total carrera | 168 | 7 | 12 | 0 | 9 | 0 | 0 | 0  | 189 | 7 |
| (1) Incluye datos de la US Open Cup y el Campeonato Canadiense (2) Incluye datos de la Liga de Campeones de la Concacaf |               |               |     |   |    |   |   |   |   |    |     |   |